# John Lehman
John Francis Lehman Jr., född 14 september 1942 i Philadelphia, Pennsylvania, är en amerikansk affärsman, ämbetsman och författare. 
Lehman är mest känd för att ha varit USA:s marinminister i Ronald Reagans administration från 1981 till 1987 samt som ledamot av kommissionen för terrorattackerna mot USA som tillsattes efter 11 september-attackerna.

## Biografi
John Lehman föddes i en välbärgad familj, fadern var ingenjör och modern var kusin till Grace Kelly. Lehman erhöll 1964 en bachelorexamen i internationella relationer från Saint Joseph's University. Han fortsatte att studera vid Gonville and Caius College på universitetet i Cambridge med både bachelor- och masterexamen. Under studietiden var han officer i USA:s flygvapenreserv, men lämnade flygvapnet för reserven i USA:s flotta, där han kvalificerade sig som naval flight officer med typgokännande som andreman i A-6 Intruder. Åter i USA studerade han vidare på University of Pennsylvania med ytterligare en masterexamen samt filosofie doktor.
Under Richard Nixons administration arbetade Lehman i Vita huset i nationella säkerhetsrådets stab under presidentens säkerhetsrådgivare Henry Kissinger. Lehman var därefter vicechef för U.S. Arms Control and Disarmament Agency. Efter att Jimmy Carters administration tog vid 1977 grundade Lehman konsultbolaget Abington Corporation, bland vars klienter fanns Northrop Corporation. Lehman var öppet kritisk mot Carteradministrationen och en högljudd förespråkare för fler hangarfartyg av Nimitz-klass som central del av USA:s militära strategi.
Lehman utsågs till USA:s marinminister i Reagans administration och där det övergripande målet var att bygga upp USA:s flotta till 600 örlogsfartyg för att kunna avskräcka Sovjetunionen. Lehmans chef i Pentagon, USA:s försvarsminister Caspar Weinberger, gav Lehman fria tyglar att genomföra administrationens upprustning och att åtgärda brister i marindepartementet. Lehman övertygade Weinberger och Reagan att tvångspensionera den åldrige amiral Hyman Rickover, "atomubåtsflottans fader", som var kritisk mot försvarsindustrins bristande arbeten. Den relativt unge Lehman styrde över flottan och marinkåren med självsäker järnhand och han tvekade han inte att köra över amiraler och generaler som inte framförde övertygande motargument eller rättade sig i ledet. Lehman var en polariserande figur i marinen, där vissa älskade hans självsäkra stil medan andra såg honom som en uppblåst playboy som man måste stå ut med förhoppningsvis inte alltför länge. Lehman förde vad han själv hävdade var en kamp mot byråkratin i USA:s försvarsdepartement, men lämnade posten som marinminister efter korruptionsanklagelser framförts mot dennes närmaste medarbetare. Medarbetaren Melvyn Paisley dömdes 1991 i federal domstol till ett kortare fängelsestraff för korruption under tiden då denne arbetade för Lehman i Pentagon. Efter Lehmans avgång hävdade amiral Carlisle Trost att Lehman var "inte en balanserad människa".
Lehmans namn fördes fram som en tänkbar försvarsminister i såväl George H.W. Bush och George W. Bushs administrationer. Lehman var rådgivare i såväl John McCains presidentvalskampanj 2008 och liksom i Mitt Romneys 2012.

## Eftermäle
I oktober 2020 meddelades att en framtida jagare av Arleigh Burke-klass kommer namnges som USS John F. Lehman (DDG-137).